# El Atrapanieblas

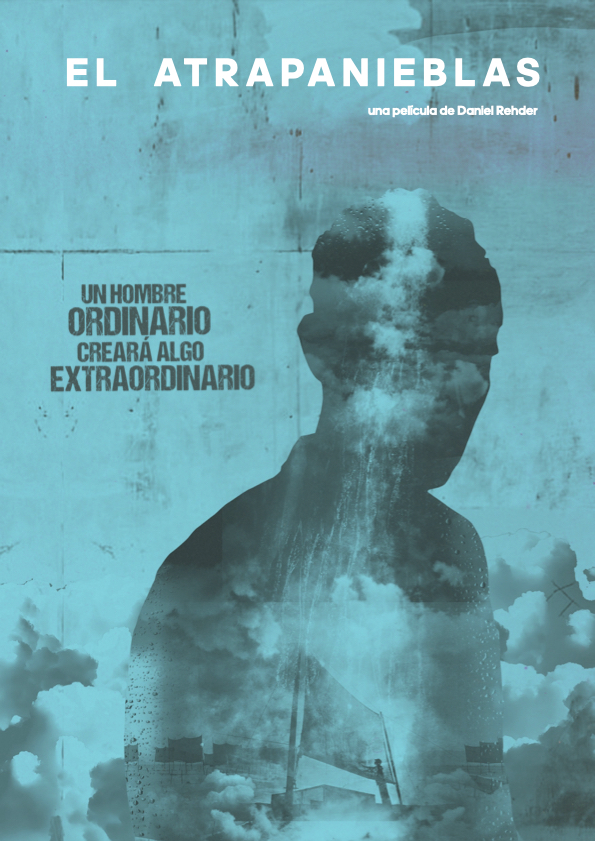
Arte Oficial

El Atrapanieblas (2026) es una película peruana. Dirigida y producida y co-escrita por el cineasta Daniel Rehder con miras a estrenarse en 2026. La película se centrará en la vida de Abel Cruz.

## Sinopsis
Una simple entrevista sobre cómo llegó a crear El Atrapanieblas, hará que Abel Cruz tenga que confrontar su pasado. Desde la tragedia que le arrebató su idílica infancia en el campo cuzqueño hasta su migración a Lima y su necesidad de enfrentar la escasez de agua, para así entender cómo y porqué llegó a convertir lo ordinario en extraordinario. 

## Abel Cruz
Abel Cruz Gutiérrez (13 de abril de 1961), ingeniero zootécnico peruano, es reconocido por su innovación el atrapanieblas, sistema que captura agua de la niebla para comunidades sin acceso al agua. Inspirado por una infancia donde siempre tuvo una conexión con el agua, Abel ha dedicado más de 20 años a desarrollar tecnologías sostenibles que han beneficiado a miles en América Latina. Su trabajo ha recibido premios internacionales y continúa buscando soluciones innovadoras para enfrentar la escasez de agua.

## Biografía
Abel Cruz Gutiérrez (13 de abril de 1961) es un ingeniero zootécnico peruano y presidente de la asociación Movimiento Peruanos Sin Agua. Originario de un caserío en la ceja de selva de Cusco, Abel aprendió desde niño el valor del agua al cargar baldes desde un riachuelo hasta su casa en lo alto de una montaña. Este arduo trabajo forjó su determinación de encontrar soluciones para la escasez de agua.
Hace veinte años, en su propiedad en Ancón, Abel descubrió una tecnología sencilla pero revolucionaria: el atrapanieblas. Este sistema utiliza mallas de nailon para capturar agua de las nubes y neblinas, proporcionando una fuente vital de agua para las comunidades más pobres y secas de Lima. Cada atrapanieblas puede recolectar entre 200 y 400 litros de agua al día, dependiendo de la densidad de las nubes.
Abel ha instalado más de 3,000 atrapanieblas en Perú y otros países de América Latina, y su trabajo ha sido reconocido internacionalmente. Ha recibido el Premio Nacional Ambiental Antonio Brack Egg en Perú, fue finalista del premio CEMEX-Tec de México y ocupó el segundo lugar en el Desafío Google, superando a más de 2,300 proyectos sostenibles.
Además de su labor con los atrapanieblas, Abel ha investigado métodos naturales de potabilización del agua utilizando plantas como la moringa y la rata-rata. También ha desarrollado variantes del atrapanieblas, incluyendo un modelo inteligente y otro tridimensional, para maximizar la captura de agua incluso en condiciones adversas.
Abel trabaja en un proyecto ambicioso para regenerar manantiales y lagunas en la sierra del Cusco, utilizando estructuras similares a coliseos techados para devolver el agua captada de las nubes a estos cuerpos de agua naturales. Con el apoyo de la cooperación internacional y el interés del alcalde de Lima, planea instalar 10,000 nuevos atrapanieblas en la ciudad.
Abel sueña con que todos los asentamientos pobres de Perú tengan acceso a agua potable. Su dedicación y visión continúan inspirando a muchos, mientras trabaja incansablemente para hacer de su sueño una realidad tangible.